# 桜姫東文章
『桜姫東文章』（さくらひめあずまぶんしょう）とは、歌舞伎の演目で清玄桜姫物および隅田川物のひとつ。七幕九場、四代目鶴屋南北ほか作。文化14年（1817年）3月、江戸河原崎座にて初演。

月岡芳年「清玄堕落之図
」

## あらすじ
（以下の内容は、昭和42年〈1967年〉3月の東京国立劇場上演〈郡司正勝補綴〉のときの台本に拠る）
（発端　江ノ島稚児ヶ淵の場）修行僧清玄は、稚児白菊丸と心中をはかるが、生き残ってしまう。
（序幕第一場　新清水の場）十七年後に話は飛ぶ。吉田家の息女桜姫は美貌ながらも生まれつき左手が開かない障害を持っている。そこへ父と弟梅若丸が殺害され、家宝「都鳥の一巻」の盗難と不幸が重なり、悲しみのあまり世をはかなんで出家しようと、新清水（鎌倉の長谷寺）にやってきたのであった。おりしも居合わせた高僧清玄坊は、姫を不憫に思い念仏を唱えると、姫の左手が開き香箱が現れる。そこには「清玄」と書かれてあった。それを見た清玄は十七年前の事を思い出し、香箱は白菊丸の形見の品、すなわち姫こそ死んだ恋人の生まれ変わりであることを知り愕然とする。皆が去った後、都鳥の一巻を狙う悪五郎は、姫の手が開いたことを知り仲間の釣鐘権助に縁組を求める艶書をことづける。
（序幕第二場　桜谷草庵の場）出家の準備のため草庵にいる桜姫のもとに釣鐘権助が艶書をもって出家をとどまらせに来る。権助は落とし噺を演じて姫や腰元たちを笑わせるうち、二の腕の釣鐘の刺青を見せてしまう。姫はとたんに態度を変え、腰元たちをさがらせて、権助に告白する。実は一年前屋敷に忍びこんで自分を強姦した男こそが権助なのであった。証拠が二の腕の釣鐘の刺青。姫はその時の快感が忘れられず、自身も二の腕に同じ刺青を彫っていた。「折助とお姫さま、とんだ夫婦だ。」と権助は姫に迫り二人はしっかと抱擁し愛を確かめ合う。だが、役僧の残月に見とがめられ権助は逃走。悪五郎もかけつけ大騒ぎとなる。そして姫のもっていた件の香箱から相手は清玄と決めつけられるが、なぜか清玄は一切弁明せず従容と女犯の免罪を認める。
（二幕目第一場　稲瀬川の場）処罰され追放された桜姫と清玄が互いの境遇を悲しんでいる。権助との間にできた不義の子を抱き桜姫は今後の不安を述べる。清玄は因果の恐ろしさに心から姫の力になることを誓い、夫婦になろうと迫る。当惑する姫。そこへ悪五郎が出て自分の館に拉致せんとし、吉田家の忠臣粟津七郎と桜姫の弟松若が悪五郎一味と争ううち、悪五郎が天下の悪党忍の惣太と関係していることを知り、証拠の密書をめぐって争う。混乱の中桜姫は逃げ去る。
（二幕目第二場　三囲土手の場）それから数日が立った。なおも桜姫への思いが断ちがたい清玄は、雨のそぼ降るなか赤子を抱いて姫を探し求め、三囲神社の鳥居前まで来る。そこへ零落した桜姫も破れ傘をさしてさまよい出る。だが暗闇で互いに確認できない。清玄が焚いた火でようように二人は近づくが雨で火は消え、二人は相手を確かめられぬまま別れてしまう。
（三幕目　岩淵庵室の場）桜姫に恋焦がれるあまり清玄は病に倒れ、これまた女犯の罪で寺を追い出された残月と姫の腰元長浦が同棲する汚らしい庵室に体を横たえている。そこへ近在の鳶の頭有明の仙太郎の女房、葛飾のお十が死んだ子の回向に来る。鼻の下をのばす残月に嫉妬する長浦。二人が争う物音に桜姫の子が泣き、皆赤子の養育に頭を抱える。だがお十は侠気を見せて赤子を引き取り家に帰る。これであとくされがなくなったと残月と長浦は青トカゲの毒薬を清玄に無理やり飲ませようと殴り殺す。二人は墓掘りとなっていた権助を呼び墓を掘らせる。
そのあと人買いに連れてこられたのが桜姫。驚く残月であったがまたしても浮気の虫が動き出し姫に言い寄る。そこを外から覗いていた権助に見つかり残月と長浦は追い出され、桜姫は権助と再会を喜ぶ。積もる話も有らばこそ、権助は姫の身の振り方を決めようと小塚原の女郎屋に出かける。不安げに留守番をする桜姫。やがて雷雨となり落雷の衝撃で清玄が蘇生する。だが病み衰えさっきの毒が顔にかかり頬の焼けただれた醜い姿。恐怖のあまり立ちすくむ姫に清玄は真実を話し、ともに死のうと迫る。争うはずみに清玄は自分が持っていた出刃包丁で喉を突いて死ぬ。そこへ権助が帰ってくるが、彼の顔も清玄と同じく頬がただれていた。
（四幕目　山の宿町権助住居の場）権助は大家となって裕福な暮らしをしているが、故あって自身の不義の子と知らず件の赤子を預かる羽目となる。そこへ桜姫が小塚原の女郎屋から戻ってくる。二の腕の刺青から、「風鈴お姫」の異名をとり人気者であったが、清玄の亡霊が執りついて大騒ぎとなり止むなく休業となったという。権助は寄合に出かけ桜姫一人となる。そこへ清玄の亡霊が現れ、清玄と権助は実の兄弟であること。そばにいる赤子が稲瀬川で生き別れた子であることを告げる。因果の恐ろしさに驚く桜姫。そこへ帰ってきた権助は酔いも手伝って、自分は盗賊の忍ぶの惣太であり、吉田家当主を殺害して都鳥の一巻を奪い、梅若丸をも殺害したことも白状する。桜姫は仇の血を引いた赤子を殺し寝込んだ権助も殺害する。
（大詰　三社祭礼の場）三社祭でにぎわう浅草寺雷門の前、父と梅若丸の仇を討ち、都鳥の一巻を奪い返した桜姫と松若、お十、粟津七郎らが集まり大団円となる。

## 解説

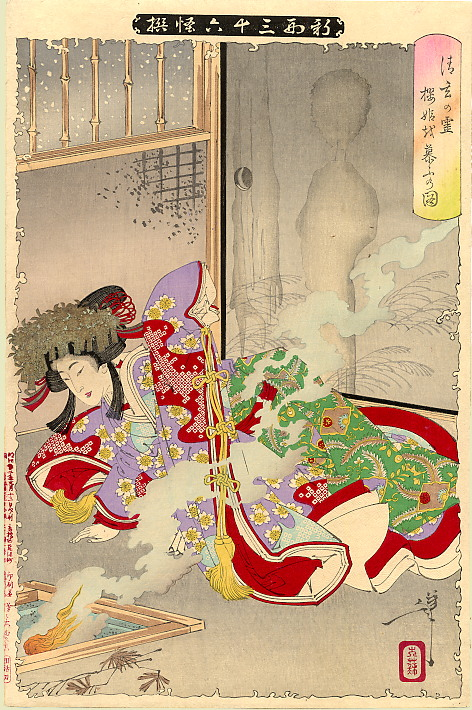
「清玄の霊桜姫を慕ふの図」　「新形三十六怪撰」のうち、月岡芳年画。

謡曲『隅田川』の世界と「清玄桜姫物」の世界、さらに江ノ島の「児ヶ淵伝説」も取り入れて綯い交ぜにしたお家騒動物。初演時は河原崎座がまだ若手の七代市川目團十郎と、立女形の五代目岩井半四郎くらいしか主力スターがそろわない無人の状態であったが、南北はその悪条件を逆手にとり、この二人にのみスポットをあてる筋立てに努め、前作の『隅田川花御所染』（女清玄）よりも内容の充実した作品となり、果して大評判となった。
早替わりや濡れ場、怪談に殺し場など南北得意の退廃的な場面が続くが、とくに桜姫が切見世女郎、すなわち当時最下級の女郎にまで転落し、お姫様の言葉遣いと伝法な言葉遣いをまぜこぜにしたセリフをいうなど機知にとんだ趣向が楽しめる。これはこの芝居の初演される十年前に、品川で京都の公家出身と詐称する遊女がいた事件を取り入れたもの。ただし、天明3年（1783年）上演の『寿万歳曽我』において、吉田家の息女花子姫が夜鷹となって柳橋に現れるという場面があり、それもヒントになったのではないかといわれる。
初演後長らく再演されなかったが、昭和2年（1927年）初代中村吉右衛門が川尻清譚の脚色により復活上演し、戦後も六代目中村歌右衛門、四代目中村雀右衛門、五代目坂東玉三郎らによってたびたび演じられる人気演目となっている。

## 初演の時の主な役割
- 桜姫のち風鈴お姫…五代目岩井半四郎
- 自休のちに清玄、釣鐘権助実は忍ぶの惣太（二役）…七代目市川團十郎
- 白菊丸…岩井松之助（のち七代目岩井半四郎）
- 葛飾のお十…五代目瀬川菊之丞
- 入間悪五郎…四代目大谷鬼次
- 残月…二代目大谷馬十
- 局長浦…二代目総領甚六

## 初演時の構成
発端　江の島児が淵の場
序幕　新清水の場・桜谷草庵の場
二幕目　稲瀬川の場
三幕目　押上植木屋の場・郡治兵衛内の場（初演以降、この三幕目は上演されたことがない）
四幕目　三囲堤の場
五幕目　岩淵庵室の場
六幕目　山の宿町の場（このあと返し幕で三社祭の場となるが、場面は雷門ではなかった）
※なおこのあと更に大切として、五節句の所作事が演じられた。

## 映画
2013年、『桜姫』のタイトルで設定を現代風にアレンジした恋愛時代劇映画が6月29日に公開された。八百屋お七や春琴抄のエピソードも盛り込んだストーリーとなっている。
- キャスト - 日南響子（桜姫）、青木崇高（釣鐘の権助）、麻美ゆま（お七）、平間美貴、星野あかり、七海なな、マリエム・マサリ、HIRO、クロちゃん、野々村真（吉田左門）、平山祐介（長浦残月）、風祭ゆき（春琴）、徳井優（宅悦）、合田雅吏（定吉）、でんでん（清玄）

- スタッフ - 監督・脚本：橋本一、脚本：吉本昌弘、原作：鶴屋南北、撮影：田中勇二、音楽：佐藤礼央、配給：S・D・P